# Arenaria arcuatociliata
Arenaria arcuatociliata là loài thực vật có hoa thuộc họ Cẩm chướng. Loài này được G.López & Nieto Fel. mô tả khoa học đầu tiên năm 1985.